# Винко Прибоевич
Винко Прибоевич (лат. Vincentius Priboevius; XV век — после 1532) — писатель, гуманист, историк и идеолог, один из идеологов панславизма.

## Биография
Прибоевич родился на острове Хвар в венецианской Далмации (ныне Хорватия). Американский историк Джон Ван Антверпен Файн-младший предполагает, что Прибоевич и Юрай Шижгорич считали себя не хорватами, а скорее славяноязычными венецианцами. При этом Прибоевич считал себя в первую очередь далматином, а затем славянином, избегая отождествления с венецианцами.

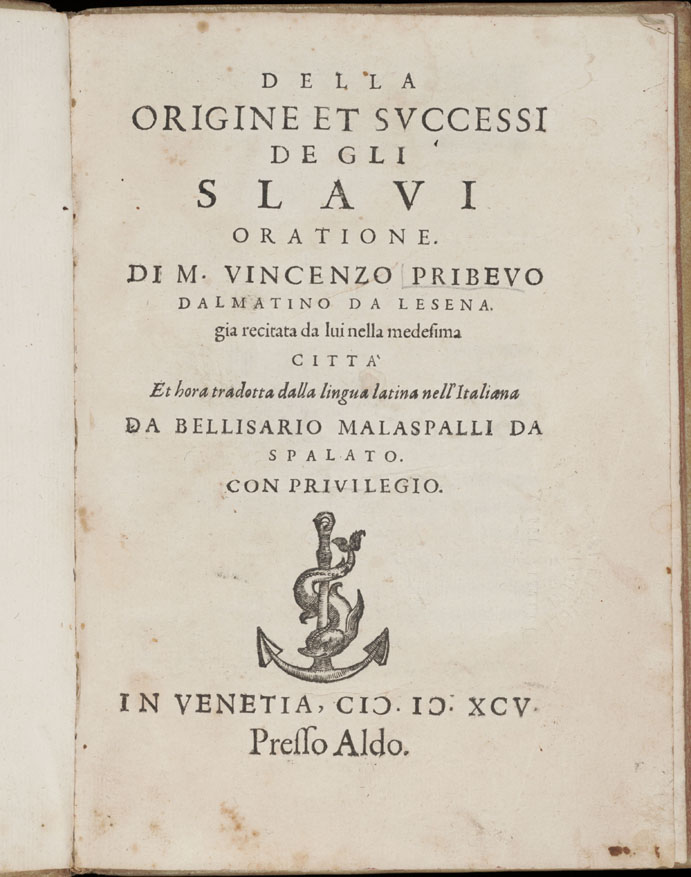
"Слово о происхождении славных славян", Венеция, второе издание на итальянском языке, 1595 г.

Он начал получать образование в школе монашеского ордена доминиканцев, но стены монастыря не прельщали юношу. Он не хотел ни запирать тело в пределах монастырских стен, ни ограничивать свой ум пределами разрешённых догм. Ориентировочно, в 1515 году во Флоренции он получил степень магистра теологии, а около 1522 года присоединился к доминиканскому ордену. До 1522 года Винко много путешествовал по Европе. Полностью маршрут его передвижений неизвестен, но известно, что Винко побывал в Польше, где прожил примерно три года и успел познакомиться как с обычаями местных жителей, так и с другими славянскими народами, включая русских.
Его самая известная работа - это речь De origine successibusque Slavorum (О происхождении и славе славян), в которой он превозносит иллирийцев, фракийцев и славян как предков далматинских славян. Его речь, скорее всего, произнесённая в Венеции в 1525 году, касалась истории и происхождения славян и опиралась на большое количество источников, начиная с Геродота и близких ему по времени Фукидида, Полибия, Иосифа Флавия и Тацита. Данная речь произвела глубокое впечатление на венецианцев, которые в последующие годы несколько раз публиковали её на латинском и итальянском языках. На протяжении следующих десятилетий речь Винко Прибоевича была переиздана многократно и активно распространялась на Балканах в целях идеологической борьбы Венецианской республики с Османской империей. Принятой сейчас концепции изначального расселения славян в районе Вислы, с последующим распространением на юг и восток, средневековый историк противопоставил собственную. По ней исконные земли славян находились на Балканах и Дунае, и именно отсюда ушли на север и на восток братья Чех, Лех и Рус, от которых, по распространённому в XV веке мнению, произошли Чехия, Польша и Русь. От этого же корня Прибоевич вывел и племя вандалов. Таким образом, получалось, что именно славяне покорили галлов, завоевали Испанию, Северную Африку, и даже захватили Рим, фактически положив конец некогда непобедимой империи. Его страстное прославление славян (в число которых были включены Александр Македонский и Аристотель, Диоклетиан и Иероним) и его сильный пафос сыграл большую роль в зарождении панславянской идеологии. Впервые такая идеология была сформулирована в виде программы, которую развили Мавро Орбини и Юрай (Юрий) Крижанич.
Прибоевич был первым, кто включил иллирийцев в хорватскую и славянскую историографию. Его идентификация славян как иллирийцев, а также его восторженное восхваление исторического величия и важности иллирийцев в европейской культуре оставили глубокий след в мировой истории и мировоззрении.
В частности, в соответствии с гуманистическим подходом эпохи Возрождения, сочетающим священные писания с древней мифологией, Прибоевич утверждал, что палеобалканские народы, такие как иллирийцы, фракийцы и македонцы, носили славянский характер. Кроме того, по словам Прибоевича, Александр Великий, несколько Цезарей и Святой Иероним были славянами. 
Он был одним из самых важных хорватских и глобальных латинистов, создавших идеологические модели будущего, а также являлся родоначальником хорватского иллирийского движения XIX века и панславянской идеологии, которую разделяли все славянские народы.
Не смотря на наличие в его трудах множества типичных для науки XV века заблуждений, некоторые из его тезисов были подтверждены современной наукой или начали рассматриваться в качестве возможных гипотез. Так, например, ряд современных исследований в области лингвистики подтвердили наличие связи фракийского языка с балто-славянскими языками. Также всерьёз рассматриваются гипотезы о славянском происхождении Венеции, а также возможность отождествления вандалов с рядом славянских племён.

## Основные труды
- De origine successibusque Slavorum (Происхождение и слава славян), 1532. Также имеется на хорватском языке как Podrijetlo i slava Slavena , 1997